# Weniamin Iossifowitsch Zalkin
Weniamin Iossifowitsch Zalkin (russisch Вениамин Иосифович Цалкин, wiss. Transliteration Veniamin Iosifovič Calkin, englische Transkription: Veniamin Iosifovich Tsalkin; * 25. Novemberjul. / 8. Dezember 1903greg. in Nischni Nowgorod, Russisches Kaiserreich; † 10. März 1970 in Moskau, Sowjetunion) war ein sowjetischer Zoologe. Seine Bibliografie umfasst mehr als 200 wissenschaftliche Arbeiten, darunter acht Monografien. Er gilt als Begründer der russischen Archäozoologie. Er gehörte zu den Unterzeichnern des „Briefes der Dreihundert“, ein Memorandum, das 1955 von etwa 300 Wissenschaftlern unterzeichnet wurde, um auf die Zerstörung der sowjetischen Wissenschaft im Allgemeinen und der Genetik im Besonderen durch den Pseudowissenschaftler Trofim Denissowitsch Lyssenko hinzuweisen.

## Leben
Zalkin schloss 1928 das Studium der Biologie an der Fakultät für Physik und Mathematik der 1. Moskauer Staatsuniversität ab, wo er von Akademiemitglied Nikolai Michailowitsch Kulagin sowie von Alexei Nikolajewitsch Sewerzow, Sergei Iwanowitsch Ognjow, Michail Alexandrowitsch Menzbier und anderen unterrichtet wurde. Von 1928 bis 1931 war er Assistent am Institut für Zoologie der Moskauer Landwirtschaftsakademie K. A. Timirjasew.
Ab 1931 war er Forscher am Allunionsinstitut für Meeresfischerei und Ozeanographie und nahm von 1933 bis 1934 an Expeditionen nach Franz-Josef-Land und in andere arktische Gebiete teil. In den Jahren von 1935 bis 1938 arbeitete er in der Außenstelle des Instituts in Kertsch. In den Jahren von 1938 bis 1940 war er leitender Forscher am Zoologischen Museum der Staatlichen Universität Moskau. Von 1941 bis 1950 war er außerordentlicher Professor an der Fakultät für Biologie der Staatlichen Universität Moskau; gleichzeitig arbeitete er von 1946 bis 1970 in der Moskauer Abteilung des Instituts für Geschichte der materiellen Kultur (Institut für Archäologie) der Akademie der Wissenschaften der UdSSR.
Ab 1938 war er Mitglied der Moskauer Gesellschaft der Naturforscher und ab 1966 war er deren Vizepräsident. 1947 wurde er mit seiner Dissertation „Дикие бараны Восточного полушария“ („Wildschafe der östlichen Hemisphäre“) zum Kandidat der Wissenschaften promoviert. 1945 heiratete er die Entomologin und Hydrobiologin Nina Jurjewna Sokolowa, die 1983 Russland verließ und anschließend in Israel, München und Prag lebte. Er ist Autor zahlreicher Artikel in der Großen Sowjetischen Enzyklopädie. 1954 wurde Zalkin mit dem Orden des Roten Banners der Arbeit ausgezeichnet.
Zalkin veröffentlichte Arbeiten über Systematik, Verbreitung, Fangmethoden von Eisbären, Walrossen, Robben, Delfinen und den Polarfuchs, über die Systematik, Morphologie und Zoogeographie von Hornträgern und Hirschen (u. a. die Bücher „Олени СССР“ („Hirsche der UdSSR“, 1947; mit Wladimir Georgijewitsch Geptner), „Сибирский горный козёл“ („Sibirischer Steinbock“, 1950) und „Горные бараны Европы и Азии“ (Bergschafe Europas und Asiens, 1951).) Nach der Tagung der Sowjetischen Akademie für Landwirtschaftswissenschaften (VASKhNIL) im Jahre 1948 widmete er sich der Geschichte der Jagd und der Viehzucht und veröffentlichte Monographien darüber aus der Alten Rus (1956), über die frühe Eisenzeit der nördlichen Schwarzmeerküste (1960), über die Wald- (1962) und Waldsteppenzonen Osteuropas (1966), die historische Ökologie sowie über den Ursprung der Viehzucht.
Zalkin beschrieb die Unterarten Moschus moschiferus turowi (1945) des Sibirischen Moschustiers, Capra falconeri heptneri (1945) der Schraubenziege und Capra aegagrus turcmenica der Wildziege (1950).
Er starb am 10. März 1970 in Moskau und wurde auf dem Wwedenskoje-Friedhof beigesetzt.